# Ternovka (Vorónej)
|  | Per a altres significats, vegeu «Ternovka». |

|  | No s'ha de confondre amb Ternivka (Ucraïna). |

Ternovka (en rus: Терновка) és un poble de l'óblast de Vorónej, a Rússia, segons el cens del 2010 tenia 557 habitants.